# Brooklyn
För andra betydelser, se Brooklyn (olika betydelser).

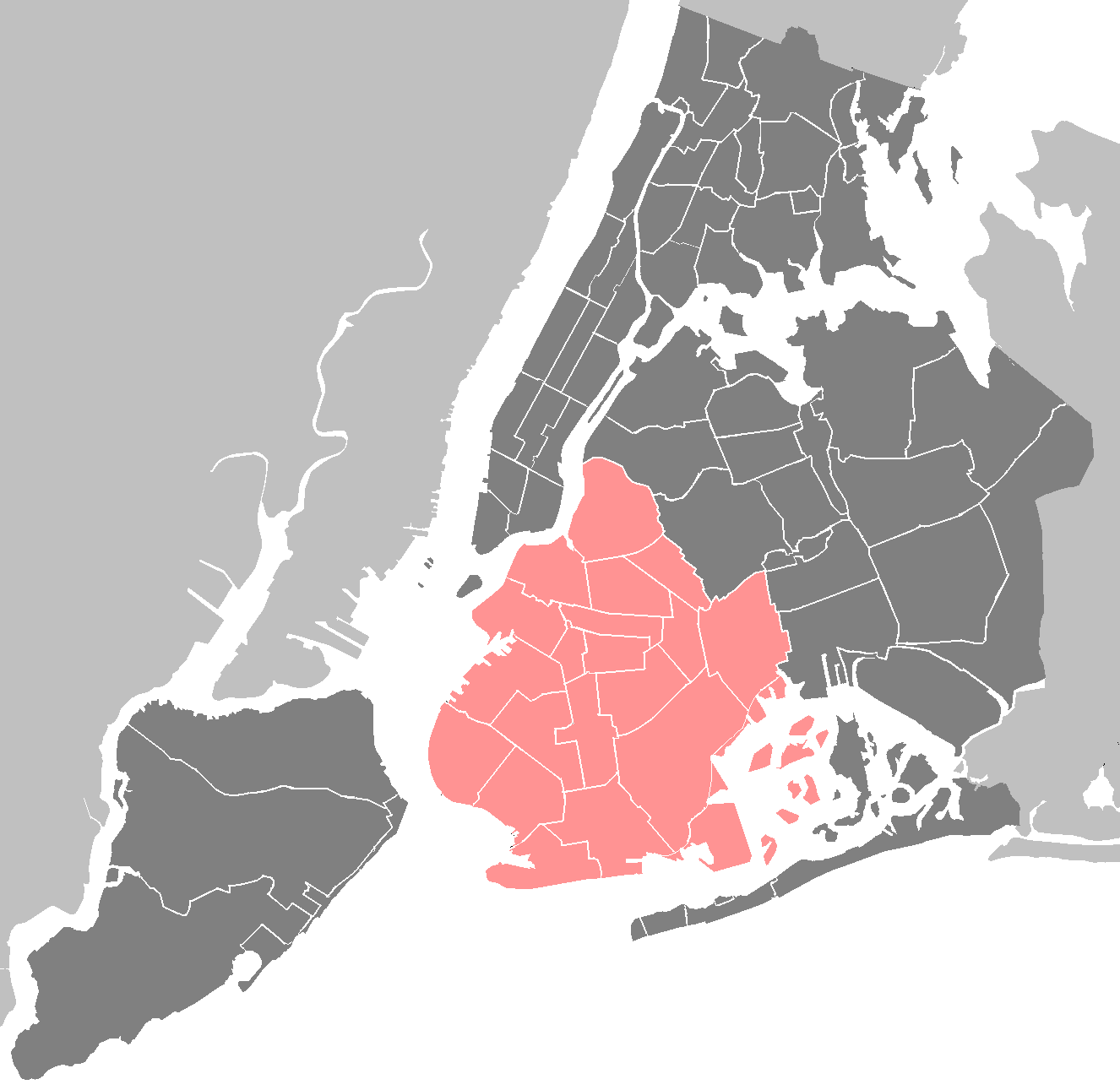
Brooklyns läge på kartan

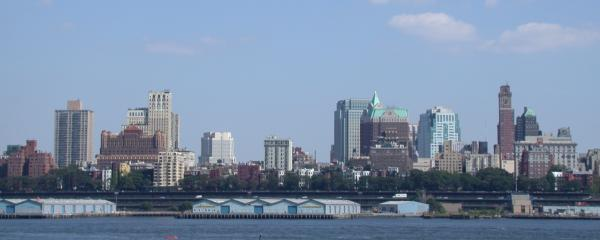
Downtown Brooklyn från Manhattan

Brooklyn är en stadsdel (borough) i staden (city) New York i USA. År 2010 hade Brooklyn 2 504 700 invånare och en area på 182,9 km² och är därmed den folkrikaste och den näst efter Manhattan mest tätbefolkade stadsdelen i New York med 13 479 invånare per km². Stadsdelens gränser sammanfaller med Kings County.
Brooklyn ligger på västra Long Island och sydost om Manhattan, som ligger på andra sidan East River. Brooklyn har tidigare varit känt för sin stora italiensk-amerikanska befolkning, men nu är den afro-amerikanska befolkningen i majoritet.

## Historia
Brooklyn har fått sitt namn efter den nederländska staden Breukelen. Nuvarande Brooklyn bestod från början av sex towns som alla grundades av nederländare:
- Gravesend (1645)
- Brooklyn (Breuckelen, 1646)
- Flatlands (Nieuw Amersfoort, 1647)
- Flatbush (Midwout, 1652)
- Nieuw Utrecht (1657)
- Bushwick (Boswijck)

England erövrade nuvarande Brooklyn 1664. De sex towns som då fanns där blev Kings County. Staden Brooklyn annekterade den nya staden Williamsburgh (som då bytte namn till Williamsburg) och Bushwick 1854 och fortsatte annektera tills Brooklyn bestod av hela Kings County 1896. År 1898 blev Brooklyn del av staden New York.

## Sevärdheter
Runt om i Brooklyn finns en rad sevärdheter för de besökande turisterna i New York. De kanske mest berömda är den stora parken Prospect Park, konstmuseet Brooklyn Museum och nöjesparken vid Coney Island. I stadsdelen finns även New York Transit Museum som visar hur trafiken i New York utvecklats genom åren. Ett annat populärt turistmål är New York Aquarium som visar djur vid och i vattnet i alla dess former.

## Sport

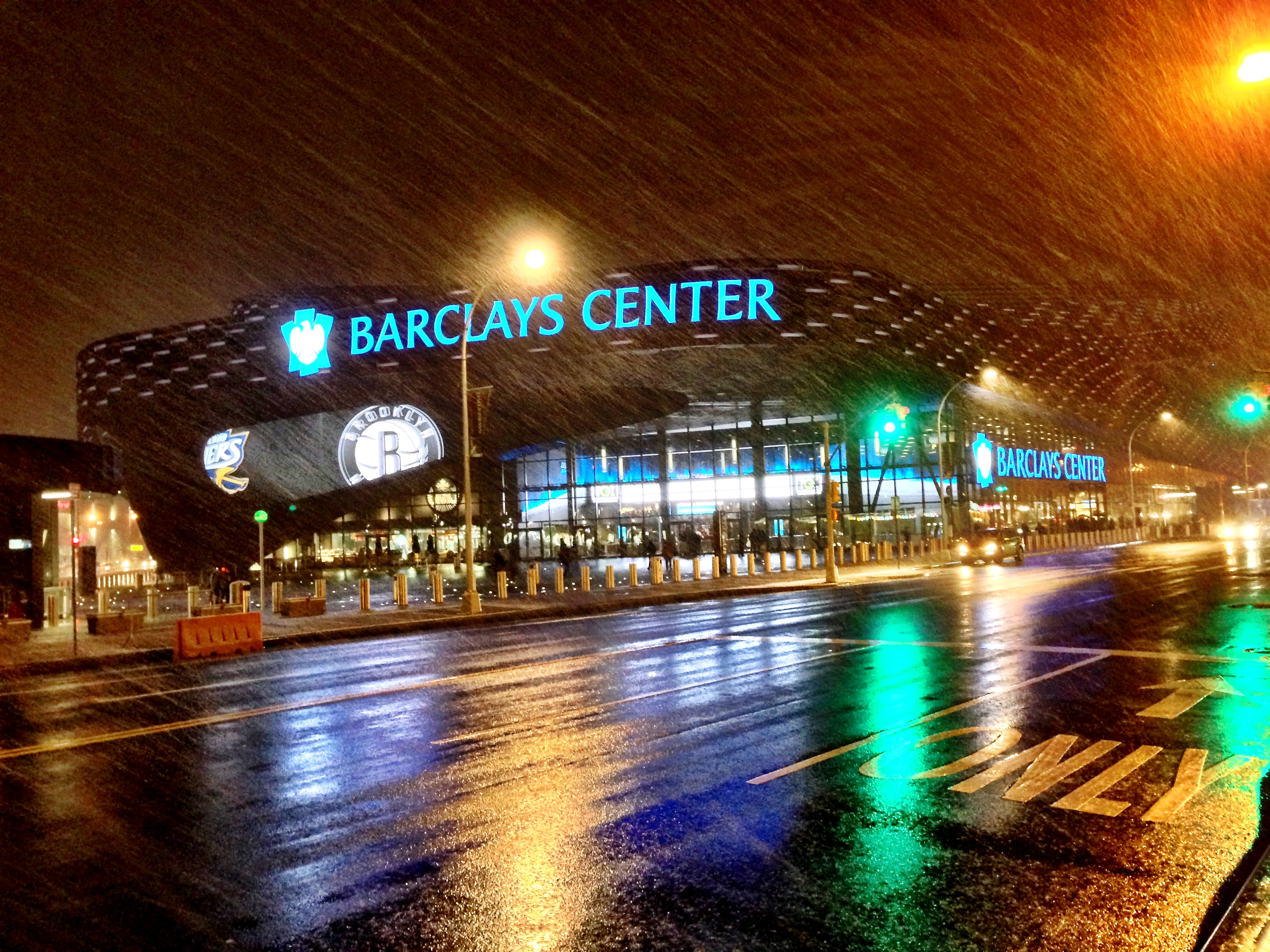
Barclays Center i Brooklyn, hem för Nets och Islanders.

- New York Islanders hemmaarena Barclays Center. (ishockey)
- New York Nets hemmaarena Barclays Center. (Basket)

## Broar
Över East River knyts Manhattan och Brooklyn ihop av ett antal hängbroar. Den mest kända är Brooklyn Bridge, men här finns även Manhattan Bridge och Williamsburg Bridge.

## Kända personer från Brooklyn
- Larry David
- Masta Ace
- Al Capone
- Jay-Z
- ill Bill
- Michael Jordan
- Lil Kim
- Maxwell (musiker), R&B-musiker
- Eddie Murphy
- The Notorious B.I.G.
- Jonathan Pierce (sångare i The Drums)
- Adam Sandler
- Mike Tyson
- Mos Def
- Woody Allen
- Ruth Bader Ginsburg
- Carl Sagan
- Jacque Fresco
- Peter Criss (originaltrummis i rockbandet Kiss)
- Eric Carr (andretrummis i rockbandet Kiss)
- Aaliyah
- Bernie Sanders
- Joey Bada$$
- 6ix9ine
- Justin Gatlin
- Marky Ramone
- Steve Buscemi
- Ol’ Dirty Bastard
- Harvey Keitel
- Rocky Graziano
- Jackie Gleason